# När man talar om trollen
”När man talar om trollen” är en del av ett ordspråk som i sin fulla form lyder "När man talar om trollen, så står de i farstun."
Förekommer också i singularis som, När man talar om trollet, så står det i farstun.
Om till exempel två personer talar om en tredje frånvarande person och denne tredje person dyker upp, kan en av de första två säga ”När man talar om trollen…”, och med detta mena att föremålet för diskussionen har dykt upp.
Det kan också betyda att ett samtalsämne plötsligt blev relevant, som till exempel att det börjar regna eller att en bil går sönder.
Ordspråket kommer ifrån tron att olika väsen frammanades när man sa deras namn.
Talesättet har direkta motsvarigheter på andra språk, till exempel i spanska (Hablando del rey de Roma, por la puerta asoma / ung. Talar du om Roms kung, tittar han fram genom dörren) och engelska (Speak of the devil and he shall appear / ung. Tala om djävulen, och han skall uppenbara sig).